# Maciço Logan
O maciço Logan ou monte Logan é a montanha mais alta do Canadá, o segundo pico mais elevado da América do Norte — após o Denali (Monte McKinley) — e o maior pedaço único de rocha do mundo. A montanha foi nomeada em homenagem a William Edmond Logan, um geólogo do Canadá e fundador do Serviço Topográfico e Geológico do Canadá (GSC). O monte Logan está situado dentro do parque nacional e da reserva de Kluane, em Yukon do sudoeste, e é a fonte das geleiras (glaciares) de Hubbard e de Logan.
Devido a uma falha tectônica ativa, o Monte Logan realmente está a aumentar a altitude. Antes de 1992, a altitude precisa do monte Logan era desconhecida e as medidas variaram de 5949 m a 6050 m. Em maio de 1992, uma expedição da GSC (Geodetic Survey of Canada) escalou o monte Logan e emendou a altitude usando o sistema de posicionamento global.
As temperaturas são extremamente frias no maciço Logan. Em 26 de maio de 1991, um recorde de −77,5 °C (−107 °F) foi observado, o qual foi a temperatura registada mais baixa fora do continente antártico.
O maciço Logan é assim considerado por conter todos os picos circunvizinhos com menos de 500 m de proeminência topográfica, como listados abaixo:
| Monte                        | Altitude (m) | Altitude (pés) | Latitude (N) | Longitude (W) |
| ---------------------------- | ------------ | -------------- | ------------ | ------------- |
| Monte Logan (pico principal) | 5959         | 19 550         | 60°34′02″    | 140°24′10″    |
| Philippe Peak (Oeste)        | 5925         | 19 439         | 60°34′45″    | 140°25′56″    |
| Stuart Peak (Este)           | 5900         | 19 357         | 60°34′32″    | 140°21′55″    |
| Houston's Peak               | 5720         | 18 766         | 60°35′06″    | 140°27′13″    |
| Prospector Peak              | 5644         | 18 517         |              |               |
| AINA Peak                    | 5630         | 18 471         |              |               |
| Russell Peak                 | 5570         | 18 274         | 60°35′35″    | 140°28′02″    |
| Tudor Peak (Norte)           | 5559         | 18 238         | 60°36′59″    | 140°25′56″    |
| Saxon Peak (Nordeste)        | 5490         | 18 012         | 60°36′59″    | 140°29′28″    |
| Queen Peak                   | 5380         | 17 651         |              |               |
| Capet Peak (Noroeste)        | 5280         | 17 323         |              |               |
| Catenary Peak                | 4097         | 13 442         |              |               |
| Teddy Peak                   | 3956         | 12 979         |              |               |